# Enulius bifoveatus
Enulius bifoveatus är en ormart som beskrevs av McCranie och Köhler 1999. Enulius bifoveatus ingår i släktet Enulius och familjen snokar. Inga underarter finns listade i Catalogue of Life.
Arten förekommer endemisk på Bahíaöarna som tillhör Honduras. Honor lägger ägg. Individer hittades endast i norra delen av ön Guanaja. Arten lever i öns låga delar. Habitatet utgörs av fuktiga tropiska skogar. Denna orm är nattaktiv och den vistas på marken.
Skogarna där arten hittades var redan påverkad av människans aktiviteter. Troligtvis hotas populationen av orkaner och ökande turism. Den begränsade utbredningen gör beståndet mycket känsligt för förändringar. IUCN listar Enulius bifoveatus som akut hotad (CR).